# Путники (фильм, 2005)
«Путники» — короткометражный документальный фильм 2005 года режиссёра Игоря Стрембицкого. Первая украинская лента — победитель Каннского кинофестиваля.
Делит 68 позицию в списке 100 лучших фильмов в истории украинского кино.

## Содержание
По описанию из IMDB, Путники — серия импрессионистических документальных портретов людей в доме престарелых и в психиатрической больнице в Киеве.
Место съёмок — дом ветеранов в Пуще-Водице и психоневрологический диспансер. В фильме показаны меланхоличные артхаусные чёрно-белые сцены жизни оказавшихся в забвении стариков и людей с расстройствами ментального характера, а также быт этих учреждений. Финал фильма включает сцены бегущей по полю девочки, хроникальные кадры пациентов психиатрической клиники и проезжающий поезд с мальчиком, играющим на аккордеоне; все эпизоды сопровождаются звучащей на фоне детской колыбельной, часть которой заключена в синопсисе.

## Синопсис
Ой люли-люли, спотеньки хочу, положу я головушку на белую постелочку, может, я усну... Фильм о невозвращающемся детстве, о несбывающихся мечтах, и о том, что безумие может быть и счастьем, и горем.
Оригинальный текст (укр.)Ой люлі-люлі, спатоньки хочу, покладу я головоньку на білую постелоньку, може, я засну... Фільм про дитинство, яке не повертається, про мрії, які не здійснюються, і про те, що божевілля може бути і щастям, і горем.
— Украинский медийный архив